# Palaeoscincus costatus
Palaeoscincus costatus es la única especie conocida del género dudoso extinto  Palaeoscincus  (gr. “antiguo escinco”) de dinosaurio tireofóro nodosáurido, que vivió a finales del período Cretácico, hace aproximadamente 75 millones de años, en el Campaniense, en lo que es hoy Norteamérica. Sus restos fueron encontrados en la Formación Judith River de Colorado, EE. UU.. Como otros varios géneros de dinosaurios nombrados por Joseph Leidy, Deinodon, Thespesius y Trachodon, son importante géneros en la historia taxonómica que se han ido abandonando por los nuevos paleontólogos, debido a su gran uso a principios del siglo XX, es bien conocido por el público en general, soliéndoselo representar con la armadura de un Edmontonia y la porra en la cola de un  anquilosáurido. Seis especies han sido referidas a este género a través de los años, incluyendo la especie tipo, P. costatus, conocida por un solo diente. P. africanus, una mandíbula parcial del Jurásico superior a Cretácico inferior, entre el Titoniense y Valanginiense en la Formación Kirkwood de Sudáfrica, hoy conocido como el estegosáurido Paranthodon. P. asper, un taxón dudoso basado en un diente del Campaniano tardío en la Formación Dinosaur Park de Alberta, Canadá, ahora referido a  Euoplocephalus. P. latus del Maastrichtiense tardío en el Cretácico superior de la  Formación Lance de Wyoming, también basado en un solo diente, que hoy se cree que perteneció a un paquicefalosáurido. "P. magoder", un nombre inválido de una la lista faunal. Y la más conocida especie, P. rugosidens, un cráneo y esqueleto parcial del  Campaniense de la Formación Dos Medicinas en Montana, hoy conocida como Edmontonia rugosidens. Siendo esta última la más retratada en las restauraciones del género. Actualmente, el género es considerado un anquilosauriano indeterminado, a lo sumo un Nodosauridae indeterminado.